# Sambucus javanica
Sambucus javanica es una especie de arbusto perteneciente a la familia de las adoxáceas. Es  nativa de Asia tropical. Se encuentra de forma natural en Camboya, Indonesia, Laos, Malasia, el sur de Tailandia y Vietnam.

## Propiedades
Partes de la planta se utilizan a nivel local, de diversas maneras, como analgésicos , purificadores de la sangre, intestinos y estimulantes de la vejiga, o incluso como veneno. También se cree que puede ser una ayuda contra la insensibilidad, el reumatismo , espasmos, inflamación y trauma, así como para los huesos en general y la circulación.

## Taxonomía
Sambucus javanica fue descrita por Reinw. ex Blume y publicado en Bijdragen tot de flora van Nederlandsch Indië 13: 657. 1825.
Etimología
Sambucus: nombre genérico que deriva de la palabra griega sambuke de un instrumento musical hecho de madera de saúco y un nombre usado por Plinio el Viejo para un árbol posiblemente relacionado con el saúco.
javanica: epíteto geográfico que alude a su localización en la Isla de Java.